# Ordem da Estrela Partisan
A Ordem da Estrela Partisan (em servo-croata:  Орден партизанске звезде  / Orden partizanske zvijezde, em esloveno:  Red partizanske zvezde, em macedônio/macedónio:  Орден на партизанската ѕвезда) era uma condecoração militar iugoslava.

## História
A ordem foi estabelecida por ordem de Josip Broz Tito, o comandante supremo dos Partisans Iugoslavos, em 15 de agosto de 1943. Dependendo do tipo de qualidades pessoais manifestadas, o destinatário era agraciado com diferentes ordens:  
- Ordem da Estrela Partisan com Coroa de Ouro - por comando hábil e serviços excepcionais.
- Ordem da Estrela Partisan com Coroa de Prata - pela bravura e façanha de um guerreiro.
- Ordem da Estrela Partisan com Rifles - por coragem e auto-sacrifício.

Em 1º de março de 1961, o ato mudou os nomes das classes e definiu o nome da Ordem da Estrela Partisan para 1ª classe, 2ª classe e 3ª classe. Todas as classes continuaram a ser concedidas a oficiais do Exército Popular Iugoslavo pelo comando bem-sucedido de unidades das forças armadas, pela habilidade na condução de operações de combate e por demonstrar coragem especial na luta contra o inimigo. Poderia ser concedido tanto a cidadãos da Iugoslávia como a cidadãos estrangeiros.  
A ordem foi concedida entre 1943 e 1980 e durante esse período foi concedida um total de 12.542 vezes, incluindo:   
- 1ª Classe - 627, incluindo 37 estrangeiros
- 2ª Classe - 1.531, incluindo 34 estrangeiros
- 3ª Classe - 10.384

## Descrição
O distintivo da Ordem da Estrela Partisan é feito de prata, que é dourada no caso de 1ª classe. O distintivo da ordem de 1ª classe tem o formato de uma estrela de cinco pontas esmaltada em vermelho, colocada sobre uma coroa de louros dourada. A estrela é forrada de ouro. No caso de 2ª classe, o pedido é com coroa e bordas prateadas. Na 3ª classe, a estrela não é colocada em uma coroa, mas sim sobre rifles cruzados. Neste caso, os rifles e as bordas são de prata. 
A ordem foi originalmente concedida sem uma fita. Para que a ordem pudesse ser usada de acordo com os costumes gerais com outras condecorações, uma fita foi criada em 1961. É vermelho no caso de 1ª classe. Na 2ª classe, a fita é vermelha com duas listras amarelas. Na 3ª classe, a fita é vermelha com quatro listras amarelas. 
Os autores do projeto foram o pintor Đorđe Andrejević-Kun e o escultor Antun Augustinčić. Os primeiros exemplares foram feitos na Casa da Moeda de Moscou. Após a guerra, eles foram produzidos pela primeira vez na oficina dos Irmãos Knaus em Zagreb e, mais tarde, na casa da moeda Orešković Marko em Zagreb. 
| 1ª Classe (com Coroa de Ouro) | 2ª Classe (com Coroa de Prata) | 3ª Classe (com Rifles) |
| ----------------------------- | ------------------------------ | ---------------------- |
|                               |                                |                        |
| Barretas                      |                                |                        |
|                               |                                |                        |